# Mahan

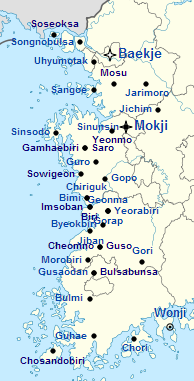
Mapa de los estados de la confederación Mahan.

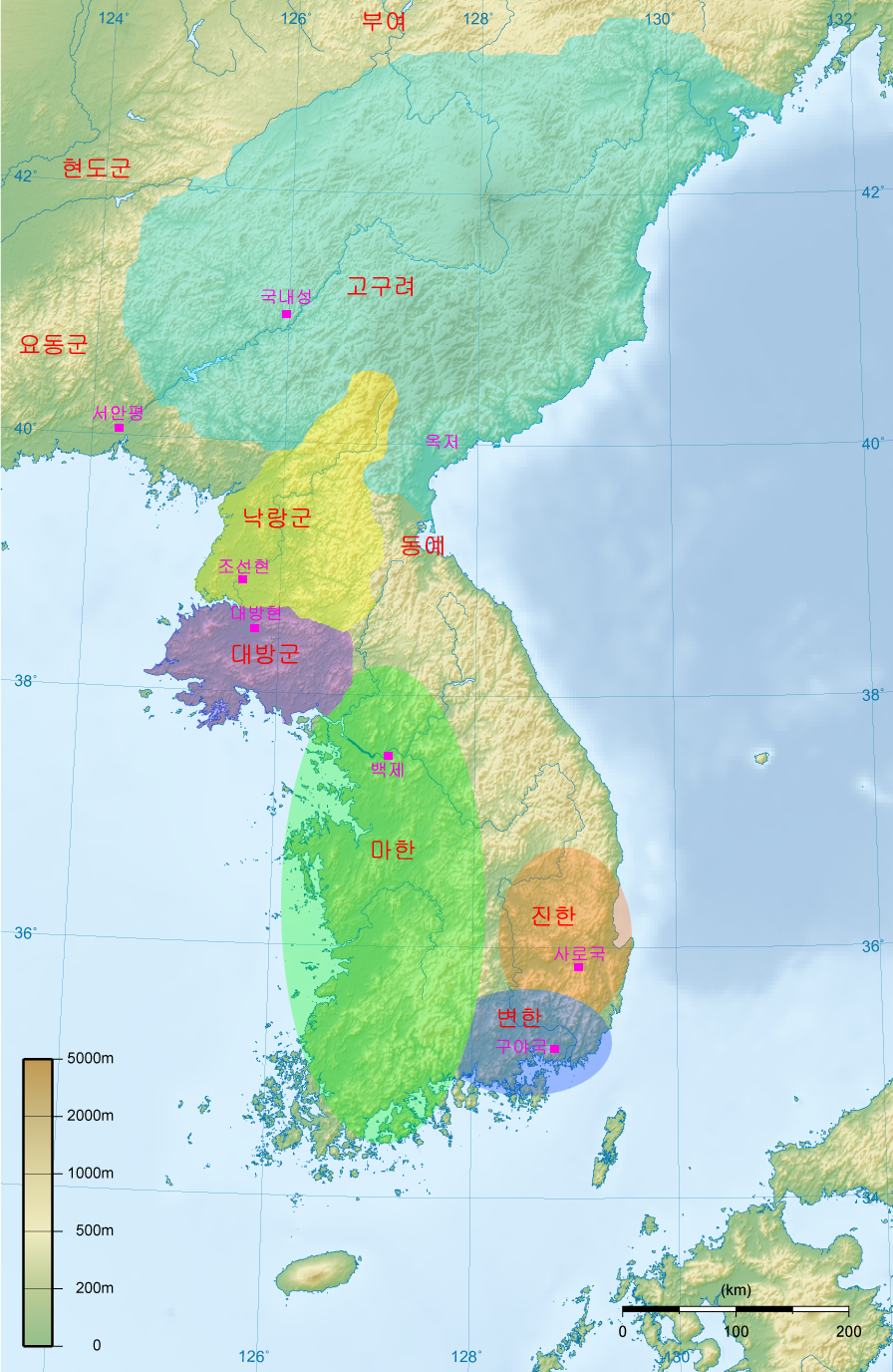
Mapa de Mahan - la parte verde

Mahan fue una confederación de pequeños estados que existió aproximadamente desde el siglo I a. C. hasta el siglo III d. C. en la península de Corea, en lo que hoy son las provincias de Chungcheong y Jeolla. Dada la confluencia de la migración de Gojoseon y la federación del estado de Jin, Mahan fue uno de los tres han (Samhan), junto con Byeonhan y Jinhan. Baekje inició como uno de los pequeños Estados miembros, pero finalmente superó a Mahan y se convirtió en uno de los Tres Reinos de Corea.

## Historia
Mahan probablemente se desarrolló de la sociedadd de bronce existente en los siglos II y III a. C., y absorbió las migraciones del norte durante los siglos siguientes. El rey Jun del reino de Gojoseon en la parte norte de Corea, habiendo perdido el trono contra Wiman, huyó al estado de Jin en el sur de Corea, entre 194 y 180 a. C. Se cree que él y sus seguidores establecieron una base dentro del territorio de Jin. No queda claro si Mahan conquistó o surgió de esta entidad, pero definitivamente fue influenciado por este influjo de cultura del norte.
Después de la caída de Gojoseon y el establecimiento de comandantes chinos en la región de Liaoning en 108 a. C. hubo una fuerte migraciónn a la zona. Está descrita en las crónicas chinas Resgistros de los tres Reinos y en las crónicas coreanas posteriores Historia de los tres reinos y Memorabilia de los tres reinos.
En el siglo I d. C., el estado de Wolji/Mokji (月支/目支), que había formado y liderado la confederación, fue vencido por conflictos con Baekje, otro miembro de Mahan, y en consecuencia perdió toda la región de la actual cuenca del Río Han. El registro de los Tres Reinos tiene constancia de la caída del estado Han en conflictos con la comandería de Lelang y la comandería de Daifang en el año 246 d. C. Bajo la presión de Baekje, sólo 20 microestados de la confederación sobrevivieron hasta finales del siglo III. Baekje al final absorbió o conquistó todo Mahan para el siglo V, convirtiéndose en uno de los Tres Reinos de Corea, junto con Silla y Goguryeo.

## Política
Los reyes de Mahan ocasionalmente se autodenominaban "Reyes de Jin", en referencia al estado Jin previo y afirmando una soberanía nominal sobre todo Samhan. Ricos artefactos de bronce e instalaciones para su producción indican que Mahan fue posiblemente el que más pronto se desarrolló de los tres Han. Dada su altura, Mahan cubría mucho territorio de la cuenca del Río Han y las provincias modernas de Gyeonggi, Chungcheong y Jeolla, a pesar de que la unidad política estaba fuertemente liderada por el estado de Mokji (목지국, 目支國) en Cheonan, Chungcheong.

## Legado
Los historiadores de Goryeo identificaron a Mahan con Goguryeo, respaldado en sus obras, tales como: Samguk Sagi, Samguk Yusa y Jewang Ungi. Ese punto de vista histórico fue dado previamente por Choe Chiwon, un notable erudito confuciano, e historiador de la Silla tardía. Además de la localización geográfica de Mahan, el registro histórico chino Historia de Song define el origen étnico del Reino de Jeong-an, un estado sucesor de Balhae, como Mahan.
En el periodo Joseon tardío, esa noción histórica cayo en criticismo por un aquella idea histórica vino debajo crítica por un erudito de la temprana ideología Silhak, Han Baek-gyeom quién enfatizó la conexión entre Mahan y Baekje en relación con la ubicación geográfica.

## Lista de microestados
De acuerdo a los registros de los Tres Reinos, Mahan estaba integrado por 54 microestados de hasta diez mil familias cada uno.
- Gamhae (감해국, 感奚國), actualmente Iksan.
- Gamhaebiri (감해비리국, 監奚卑離國), actualmente Hongseong.
- Geonma (건마국, 乾馬國), actualmente Iksan.
- Gorap (고랍국, 古臘國), actualmente Namwon.
- Gori (고리국, 古離國), actualmente Iksan.
- Gobiri (고비리국, 古卑離國), actualmente Yangpyeong o Yeoju.
- Gowon (고원국, 古爰國)
- Gotanja (고탄자국, 古誕者國)
- Gopo (고포국, 古蒲國), actualmente el Condado de Buyeo.
- Guro (구로국, 狗盧國), actualmente Cheongyang.
- Gusaodan (구사오단국, 臼斯烏旦國), actualmente Jangseong.
- Guso (구소국, 狗素國), actualmente Jeongeup.
- Guhae (구해국, 狗奚國), actualmente Gangjin.
- Naebiri (내비리국, 內卑離國)
- Noram (노람국, 怒藍國)
- Daeseoksak (대석삭국, 大石索國), actualmente Yangju o la Isla Ganghwa.
- Mangno (막로국, 莫盧國)
- Mallo (만로국, 萬盧國), actualmente Boryeong o Gunsan.
- Morobiri (모로비리국, 牟盧卑離國), actualmente Gochang.
- Mosu (모수국, 牟水國), actualmente Suwon.
- Mokji (목지국, 目支國), actualmente Cheonan.
- Baekje (백제국, 百濟國), actualmente Seúl.
- Byeokbiri (벽비리국, 辟卑離國), actualmente Gimje.
- Bulmi (불미국, 不彌國), actualmente Naju.
- Bulsabunsa (불사분사국, 不斯濆邪國), actualmente Jeonju.
- Burun (불운국, 不雲國), actualmente Gongju o Boseong.
- Biri (비리국, 卑離國), actualmente Gunsan.
- Bimi (비미국, 卑彌國), actualmente Seocheon.
- Saro (사로국, 駟盧國), actualmente Hongseong.[8]
- Sangoe (상외국, 桑外國), actualmente Hwaseong.
- Soseoksak (소석삭국, 小石索國), actualmente la Isla de Gyodong.
- Sowigeon (소위건국, 素謂乾國), actualmente Boryeong.
- Songnobulsa (속로불사국, 速盧不斯國), actualmente Gimpo.
- Sinbunhwal (신분활국, 臣濆活國), actualmente Anseong o Gapyeong.
- Sinsodo (신소도국, 臣蘇塗國), actualmente Taean.
- Sinunsin (신운신국, 臣雲新國), actualmente Cheonan.
- Sinheun (신흔국, 臣釁國), actualmente Daejeon o Asan.
- Arim (아림국, 兒林國), actualmente Seocheon o Yesan.
- Yeoraebiri (여래비리국, 如來卑離國), actualmente Iksan.
- Yeomno (염로국, 冉路國), actualmente Asan.
- Uhyumotak (우휴모탁국, 優休牟涿國), actualmente   Bucheon.
- Wonyang (원양국, 爰襄國), actualmente Hwaseong o Paju.
- Wonji (원지국, 爰池國), actualmente Yeosu.
- Illan (일난국, 一難國)
- Illi (일리국, 一離國)
- Irhwa (일화국, 日華國)
- Imsoban (임소반국, 臨素半國), actualmente Gunsan.
- Jarimoro (자리모로국, 咨離牟盧國), actualmente Icheon.
- Jiban (지반국, 支半國), actualmente Buan.
- Jichim (지침국, 支侵國), actualmente Eumseong.
- Cheomno (첩로국, 捷盧國), actualmente Jeongeup.
- Chori (초리국, 楚離國), actualmente Goheung.
- Chosandobiri (초산도비리국, 楚山塗卑離國), actualmente Jindo.
- Chiriguk (치리국국, 致利鞠國), actualmente Seocheon.